# Cabot (Pennsylvanie)
Pour les articles homonymes, voir Cabot.
Cabot est un secteur non constitué en municipalité situé dans le comté de Butler, dans le Commonwealth de Pennsylvanie, aux États-Unis.